# Distrito de Łowicz
Łowicz (polaco: powiat łowicki) es un distrito (powiat) del voivodato de Łódź (Polonia). Fue constituido el 1 de enero de 1999 como resultado de la reforma del gobierno local de Polonia aprobada el año anterior. Limita con otros siete distritos: al noroeste con Gostynin, al nordeste con Sochaczew, al sudeste con Skierniewice, al sur con Brzeziny, al suroeste con Zgierz y al oeste con Łęczyca y Kutno; y está dividido en diez municipios (gmina): uno urbano (Łowicz) y nueve rurales (Bielawy, Chąśno, Domaniewice, Kiernozia, Kocierzew Południowy, Łowicz, Łyszkowice, Nieborów y Zduny). En 2011, según la Oficina Central de Estadística polaca, el distrito tenía una superficie de 988.17 km² y una población de 80 878 habitantes.